# تحكم رقمي
التحكم الرقمي هو فرع من فروع نظرية التحكم يستخدم أجهزة الحاسوب الرقمية لتعمل كمتحكمات النظام. اعتمادًا على المتطلبات، يمكن لنظام التحكم الرقمي أن يأخذ شكل متحكم دقيق إلى «أسيك ASIC» إلى حاسوب مكتبي قياسي. نظرًا لأن الحاسوب الرقمي عبارة عن نظام متقطع، يُستبدل تحويل زد Z-convert بتحويل لابلاس . نظرًا لأن الحاسوب الرقمي دقتة محدودة (انظر التكميم)، فإن هناك حاجة إلى عناية إضافية للتأكد من أن الخطأ في المعاملات coefficients، والتحويل التناظري الرقمي، والتحويل الرقمي التناظري، وما إلى ذلك، لا ينتج عنه تأثيرات غير مرغوب فيها أو غير مخطط لها.
منذ إنشاء أول حاسوب رقمي في أوائل أربعينيات القرن الماضي، انخفض سعر أجهزة الحاسوب الرقمية بشكل كبير، مما جعلها قطعًا أساسية للتحكم في الأنظمة نظرًا لسهولة تكوينها وإعادة تكوينها من خلال البرمجيات، ويمكن أن تتناسب مع حدود الذاكرة أو مساحة التخزين دون تكلفة إضافية، يمكن أن تتغير معلمات البرنامج parameters بمرور الوقت (انظر التحكم التكيفي) وتكون أجهزة الحاسوب الرقمية أقل عرضة للظروف البيئية من المكثفات والمحاثات الخ.

## تنفيذ المتحكم رقميّ
عادة ما يكون المتحكم الرقمي متتاليًا مع ال plant (النظام المراد التحكم به) في نظام تغذية راجعة. يمكن أن يكون باقي النظام رقميًا أو تناظريًا.
عادةً ما يتطلب المتحكم الرقمي:
- التحويل التناظري إلى الرقمي لتحويل المدخلات التناظرية إلى تنسيق يمكن قراءته آليًا (تنسيق رقميّ)
- التحويل الرقمي إلى التناظري لتحويل المخرجات الرقمية إلى شكل يمكن إدخاله إلى ال plant (تناظري)
- برنامج يربط المخرجات بالمدخلات

### برنامج الإخراج
- مخرجات المتحكم الرقميّ هي دوال لعينات المدخلات الحالية والسابقة، وكذلك عينات المخرجات السابقة - يمكن تنفيذ ذلك عن طريق تخزين القيم ذات الصلة للمدخلات والمخرجات في الْمُسجِلات. يمكن بعد ذلك تشكيل المخرجات بمجموع مرجح لهذه القيم المخزنة.

يمكن أن تتخذ البرامج أشكالًا متعددة وتنفذ عدة وظائف
- مرشح رقمي لتصفية الترددات المنخفضة
- نموذج تمثيل المتجهات الفضائي لنظام يعمل كمراقب للحالة
- نظام القياس عن بعد

### الاستقرار
على الرغم من أن المتحكم قد يكون مستقر عند تنفيذه كوحدة تحكم (متحكم) تناظرية، إلا أنه قد يكون غير مستقر عند تنفيذه كوحدة تحكم رقمية بسبب الفاصل الزمني الكبير لأخذ العينات. أثناء أخذ العينات، يقوم الاسم المستعار بتعديل متغير القطع cutoff parameters. وبالتالي فإن معدل الاعتيان (أخذ العينات) يميز الاستجابة العابرة (اللحظية) واستقرار النظام المعوض compensated system stability، ويجب تحديث القيم عند دخل المتحكم أحيانًا كفايةً حتى لا تسبب عدم الاستقرار.
عند استبدال التردد في المشغل زِد (z operator)، تظل معايير الاستقرار المنتظمة سارية على أنظمة التحكم المنفصلة discrete control systems. تنطبق معايير نايكست Nyquist على دوال نقل المجال زد z-domain t transfer بالإضافة إلى كونها عامة للدوال معقدة القيم. تنطبق معايير استقرار بود Bode stability criteria بالمثل. يحدد معيار هيئة المحلفين Jury criterion استقرار النظام المنفصل حول كثيرة الحدود المميزة.

### تصميم متحكم رقمي في المجال-إس s-domain
يمكن أيضًا تصميم المتحكم الرقمي في المجال-إسs-domain (مستمر). يمكن أن يحول تحويل توستين Tustin المعوض المستمر continuous compensator إلى المعوض الرقمي المعني respective digital compensator. سيحقق المعوض الرقمي خرجًا يقترب من خرج المتحك التناظري الخاصة به حيث يتم تقليل الفاصل الزمني لأخذ العينات.
{\displaystyle s={\frac {2(z-1)}{T(z+1)}}}

#### استنتاج تحويل توستين Tustin
توستين هو تقريب Padé (1,1) للدالة الأسية {\displaystyle {\begin{aligned}z&=e^{sT}\end{aligned}}}:
{\displaystyle {\begin{aligned}z&=e^{sT}\\&={\frac {e^{sT/2}}{e^{-sT/2}}}\\&\approx {\frac {1+sT/2}{1-sT/2}}\end{aligned}}}
ومعكوسه
{\displaystyle {\begin{aligned}s&={\frac {1}{T}}\ln(z)\\&={\frac {2}{T}}\left[{\frac {z-1}{z+1}}+{\frac {1}{3}}\left({\frac {z-1}{z+1}}\right)^{3}+{\frac {1}{5}}\left({\frac {z-1}{z+1}}\right)^{5}+{\frac {1}{7}}\left({\frac {z-1}{z+1}}\right)^{7}+\cdots \right]\\&\approx {\frac {2}{T}}{\frac {z-1}{z+1}}\\&={\frac {2}{T}}{\frac {1-z^{-1}}{1+z^{-1}}}\end{aligned}}}
نظرية التحكم الرقمي هي تقنية لتصميم الاستراتيجيات في وقت متقطع، أو المطال الكمي أو في شكل مشفر (ثنائي binary) ليتم تنفيذها في أنظمة الحاسوب (المتحكمات الدقيقة، المعالجات الدقيقة) التي ستتحكم في الديناميات التناظرية (مستمرة في الوقت والمطال «السعة») للأنظمة التناظرية. من هذا الاعتبار، تم تحديد وحل العديد من الأخطاء من التحكم الرقمي القديم واقتُرِحت طرق جديدة:
- مارسيلو تريدينك ومارسيلو سوزا ونوعهما الجديد من analog-digital mapping[1][2]
- يوتاكا ياماموتو و «نموذج فضائي لوظيفة الرفع» [3]
- الكسندر سيسكين ودراساته حول أنظمة impulsive systems.[4]
- محمدوف ودراساته حول[5] impulsive and pulse control

### تصميم متحكم رقمي في المجال-زد z-domain
يمكن أيضًا تصميم المتحكم الرقمي في المجال-زد (منفصل أو متقطع). دالة تحويل النبض Pulse (Transfer Function "PTF") {\displaystyle G(z)} تمثل وجهة النظر الرقمية (المتقطعة) للعملية المستمرة {\displaystyle G(s)} عند التفاعل مع ADC وDAC المناسبين، ولزمن عينة محدد {\displaystyle T} يتم الحصول عليها على النحو التالي:
{\displaystyle G(z)={\frac {B(z)}{A(z)}}={\frac {(z-1)}{z}}Z{\biggl (}{\frac {G(s)}{s}}{\Biggr )}}
حيث {\displaystyle Z()} يشير إلى التحويل-زد z-Transform لوقت العينة المختار {\displaystyle T} . هناك العديد من الطرق لتصميم متحكم رقمي مباشرة {\displaystyle D(z)} لتحقيق مواصفات معينة. بالنسبة لنظام من النوع a type-0 system يخضع للتحكم بارتجاع سلبي ذو وحدة unity negative feedback control، أظهر مايكل شورت وزملاؤه أن طريقة بسيطة نسبيًا ولكنها فعالة لتركيب وحدة تحكم لمقام حلقة مغلقة معطاة متعددة الحدود {\displaystyle P(z)} والاحتفاظ بأصفار (متدرجة) من PTF {\displaystyle B(z)} هو استخدام معادلة التصميم:
{\displaystyle D(z)={\frac {K_{p}A(z)}{P(z)-K_{p}B(z)}}}
حيث يضمن المصطلح القياسي scalar {\displaystyle K_{p}=P(1)/B(1)} كسب الحالة المستقرة للوحدة في حلقة مغلقة. نظرًا لأنه يمكن نمذجة تأخير وقت العملية process time delay من خلال معامل (أو معاملات) رائدة للصفر في PTF، فإن الطريقة أعلاه تنتج متحكم تنبؤي في حالة وجود أي تأخير في النظام المستمر continuous plant.

### قراءة معمقة
- FRANKLIN, G.F.; POWELL, J.D., Emami-Naeini, A., Digital Control of Dynamical Systems, 3rd Ed (1998). Ellis-Kagle Press, Half Moon Bay, CA (ردمك 978-0-9791226-1-3)
- KATZ, P. Digital control using microprocessors. Englewood Cliffs: Prentice-Hall, 293p. 1981.
- OGATA, K. Discrete-time control systems. Englewood Cliffs: Prentice-Hall,984p. 1987.
- PHILLIPS, C.L.; NAGLE, H. T. Digital control system analysis and design. Englewood Cliffs, New Jersey: Prentice Hall International. 1995.
- M. Sami Fadali, Antonio Visioli, (2009) "Digital Control Engineering", Academic Press, (ردمك 978-0-12-374498-2).
- JURY, E.I. Sampled-data control systems. New-York: John Wiley. 1958.